# Hoplandrothrips uzeli
Hoplandrothrips uzeli är en insektsart som först beskrevs av Harold R. Hinds 1902.  Hoplandrothrips uzeli ingår i släktet Hoplandrothrips och familjen rörtripsar. Inga underarter finns listade i Catalogue of Life.